# Liste des conseillers départementaux de l'Essonne (2015-2021)
Pour un article plus général, voir Conseil départemental de l'Essonne.
Cet article présente la composition du Conseil départemental de l'Essonne ainsi que ses élus à partir de 2015. Pour les élus des mandatures précédentes, voir la liste des conseillers généraux de l'Essonne.

## Composition du conseil départemental

Répartition géographique et politique des conseillers départementaux de l'Essonne en juillet 2018.

| Parti                                | Sigle | Sigle | Élus |
| ------------------------------------ | ----- | ----- | ---- |
| Majorité (30 sièges)                 |       |       |      |
| Les Républicains                     |       | LR    | 20   |
| Divers droite                        |       | DVD   | 4    |
| Union des démocrates et indépendants |       | UDI   | 2    |
| Debout la France                     |       | DLF   | 2    |
| Mouvement démocrate                  |       | MoDem | 1    |
| Mouvement républicain et citoyen     |       | MRC   | 1    |
| Opposition (12 sièges)               |       |       |      |
| Parti socialiste                     |       | PS    | 9    |
| Europe Écologie Les Verts            |       | EELV  | 2    |
| Parti communiste français            |       | PCF   | 1    |
| Président du Conseil départemental   |       |       |      |
| François Durovray (LR)               |       |       |      |

## Liste des conseillers départementaux
| Canton                              | Conseiller départemental | Parti | Parti | Autres mandats                                                                       |
| ----------------------------------- | ------------------------ | ----- | ----- | ------------------------------------------------------------------------------------ |
| Arpajon                             | Dominique Bougraud       |       | UDI   | Maire de Lardy                                                                       |
| Arpajon                             | Alexandre Touzet         |       | LR    | Maire de Saint-Yon                                                                   |
| Canton d'Athis-Mons                 | Pascal Picard            |       | LR    | Conseiller municipal de Paray-Vieille-Poste                                          |
| Canton d'Athis-Mons                 | Christine Rodier         |       | LR    | Maire d'Athis-Mons                                                                   |
| Canton de Brétigny-sur-Orge         | Nicolas Méary            |       | UDI   | Maire de Brétigny-sur-Orge                                                           |
| Canton de Brétigny-sur-Orge         | Sophie Rigault           |       | LR    | Maire-adjointe de Saint-Michel-sur-Orge                                              |
| Canton de Corbeil-Essonnes          | Jean-Pierre Bechter      |       | LR    | Maire de Corbeil-Essonnes                                                            |
| Canton de Corbeil-Essonnes          | Caroline Varin           |       | LR    | Conseillère municipale de Lisses                                                     |
| Canton de Dourdan                   | Dany Boyer               |       | DVD   | Maire d'Angervilliers                                                                |
| Canton de Dourdan                   | Dominique Écharoux       |       | LR    | Conseiller municipal de Roinville                                                    |
| Canton de Draveil                   | Aurélie Gros             |       | LR    | -                                                                                    |
| Canton de Draveil                   | Georges Tron             |       | LR    | Maire de Draveil                                                                     |
| Canton d'Épinay-sous-Sénart         | Damien Allouch           |       | PS    | Maire d'Epinay-Sous-Sénart                                                           |
| Canton d'Épinay-sous-Sénart         | Annick Dischbein         |       | PS    | Conseillère municipale de Saint-Pierre-du-Perray                                     |
| Canton d'Étampes                    | Marie-Claire Chambaret   |       | DVD   | Maire de Cerny                                                                       |
| Canton d'Étampes                    | Guy Crosnier             |       | LR    | Maire de La Forêt-Sainte-Croix                                                       |
| Canton d'Évry                       | Ronan Fleury             |       | PS    | Maire-adjoint d'Évry                                                                 |
| Canton d'Évry                       | Fatoumata Koïta          |       | PS    | Maire-adjointe d'Évry                                                                |
| Canton de Gif-sur-Yvette            | Michel Bournat           |       | LR    | Maire de Gif-sur-Yvette                                                              |
| Canton de Gif-sur-Yvette            | Laure Darcos             |       | LR    | Sénatrice de l'Essonne                                                               |
| Canton de Longjumeau                | Sandrine Gelot-Rateau    |       | LR    | Maire de Longjumeau                                                                  |
| Canton de Longjumeau                | Claude Pons              |       | LR    | Maire de Montlhéry                                                                   |
| Canton de Massy                     | Jérôme Guedj             |       | PS    | -                                                                                    |
| Canton de Massy                     | Rafika Rezgui            |       | PS    | Conseillère municipale de Chilly-Mazarin                                             |
| Canton de Mennecy                   | Patrick Imbert           |       | LR    | Président de la CC du Val d'Essonne, conseiller municipal de Ballancourt-sur-Essonne |
| Canton de Mennecy                   | Caroline Parâtre         |       | LR    | Conseillère municipale de La Ferté-Alais                                             |
| Canton de Palaiseau                 | Anne Launay              |       | EÉLV  | -                                                                                    |
| Canton de Palaiseau                 | David Ros                |       | PS    | Maire d'Orsay                                                                        |
| Canton de Ris-Orangis               | Hélène Dian-Leloup       |       | EÉLV  | Maire-adjointe du Plessis-Pâté                                                       |
| Canton de Ris-Orangis               | Stéphane Raffalli        |       | PS    | Maire de Ris-Orangis                                                                 |
| Canton de Sainte-Geneviève-des-Bois | Frédéric Petitta         |       | PS    | Maire de Sainte-Geneviève-des-Bois                                                   |
| Canton de Sainte-Geneviève-des-Bois | Marjolaine Rauze         |       | PCF   | Maire de Morsang-sur-Orge                                                            |
| Canton de Savigny-sur-Orge          | Éric Mehlhorn            |       | LR    | Maire de Savigny-sur-Orge                                                            |
| Canton de Savigny-sur-Orge          | Brigitte Vermillet       |       | LR    | Conseillère municipale de Morangis                                                   |
| Canton des Ulis                     | Dominique Fontenaille    |       | DVD   | Maire de Villebon-sur-Yvette                                                         |
| Canton des Ulis                     | Françoise Marhuenda      |       | MRC   | Maire des Ulis                                                                       |
| Canton de Vigneux-sur-Seine         | François Durovray        |       | LR    | Président du Conseil départemental, maire de Montgeron                               |
| Canton de Vigneux-sur-Seine         | Nicole Poinsot           |       | LR    | Maire-adjointe de Vigneux-sur-Seine                                                  |
| Canton de Viry-Châtillon            | Jérôme Bérenger          |       | LR    | Maire-adjoint de Viry-Châtillon                                                      |
| Canton de Viry-Châtillon            | Sylvie Gibert            |       | MoDem | Conseillère municipale de Grigny                                                     |
| Canton d'Yerres                     | Olivier Clodong          |       | DLF   | Maire de Yerres                                                                      |
| Canton d'Yerres                     | Martine Sureau           |       | DLF   | Conseillère municipale de Brunoy                                                     |

## Évolutions au cours du mandat 2015-2021
Canton de Corbeil-Essonnes
Élu en 2015, Jean-Pierre Bechter  démissionne de son mandat pour raisons de santé et est remplacé en septembre 2015 par son suppléant, Serge Dassault,, qui décède fin mai 2018. 
Les élections départementales partielles organisées en juillet 2018 pour pourvoir le siège voient la réélection de Jean-Pierre Bechter.